# Cheppes-la-Prairie
Cheppes-la-Prairie és un municipi francès, situat al departament del Marne i a la regió del Gran Est. L'any 2007 tenia 189 habitants.

## Demografia

### Població
El 2007 la població de fet de Cheppes-la-Prairie era de 189 persones. Hi havia 69 famílies, de les quals 12 eren unipersonals (4 homes vivint sols i 8 dones vivint soles), 37 parelles sense fills i 20 parelles amb fills.
La població ha evolucionat segons el següent gràfic:
Habitants censats

### Habitatges
El 2007 hi havia 84 habitatges, 74 eren l'habitatge principal de la família, 2 eren segones residències i 8 estaven desocupats. 83 eren cases i 1 era un apartament. Dels 74 habitatges principals, 63 estaven ocupats pels seus propietaris, 8 estaven llogats i ocupats pels llogaters i 3 estaven cedits a títol gratuït; 3 tenien tres cambres, 18 en tenien quatre i 53 en tenien cinc o més. 65 habitatges disposaven pel capbaix d'una plaça de pàrquing. A 27 habitatges hi havia un automòbil i a 40 n'hi havia dos o més.

### Piràmide de població
La piràmide de població per edats i sexe el 2009 era:
| Homes | Edats   | Dones |
| ----- | ------- | ----- |
| 0     | 95 o +  | 0     |
| 0     | 90 a 94 | 0     |
| 0     | 85 a 89 | 4     |
| 0     | 80 a 84 | 0     |
| 0     | 75 a 79 | 0     |
| 4     | 70 a 74 | 0     |
| 12    | 65 a 69 | 12    |
| 8     | 60 a 64 | 8     |
| 4     | 55 a 59 | 4     |
| 4     | 50 a 54 | 4     |
| 8     | 45 a 49 | 12    |
| 12    | 40 a 44 | 4     |
| 8     | 35 a 39 | 12    |
| 8     | 30 a 34 | 4     |
| 0     | 25 a 29 | 4     |
| 0     | 20 a 24 | 12    |
| 8     | 15 a 19 | 0     |
| 8     | 10 a 14 | 4     |
| 12    | 5 a 9   | 8     |
| 4     | 0 a 4   | 4     |

## Economia
El 2007 la població en edat de treballar era de 104 persones, 80 eren actives i 24 eren inactives. De les 80 persones actives 74 estaven ocupades (44 homes i 30 dones) i 5 estaven aturades (2 homes i 3 dones). De les 24 persones inactives 8 estaven jubilades, 5 estaven estudiant i 11 estaven classificades com a «altres inactius».

### Ingressos
El 2009 a Cheppes-la-Prairie hi havia 74 unitats fiscals que integraven 184 persones, la mediana anual d'ingressos fiscals per persona era de 19.885 €.

### Activitats econòmiques
Els 2 establiments que hi havia el 2007 eren d'empreses de comerç i reparació d'automòbils.
L'any 2000 a Cheppes-la-Prairie hi havia 17 explotacions agrícoles que ocupaven un total de 1.365 hectàrees.

## Poblacions més properes
El següent diagrama mostra les poblacions més properes.